# Haus Demmin
Der Name Haus Demmin bezeichnet die Ruinen einer pommerschen Fürstenburg (Wasserburg) und eines Herrenhauses südöstlich der Hansestadt Demmin auf einer Insel an der Mündung der Tollense in die Peene. Die Burgruine ist der älteste erhaltene Profanbau Pommerns und gilt als „Wiege“ dieser Region.

## Burg
Bereits im 8. Jahrhundert befand sich auf der Insel ein jungslawischer Burgwall. 1127 erfolgt die erste schriftliche Erwähnung als „Alte Burg“. Die mit beeindruckenden Wällen ausgestattete Anlage umfasst etwa 1 Hektar und bestand ursprünglich aus einer Hauptburg und einer Vorburg. Diese wurde 1128 dem Bischof Otto von Bamberg auf seiner Missionsreise als Nachtlager angewiesen, der sich hier auch mit dem Pommernherzog Wartislaw I. traf. Im 12. Jahrhundert wurde die Burg weiter ausgebaut. Der Kernbau, in der Art eines Runddonjon aus Backstein errichtet, wurde in einer bauhistorischen Begutachtung auf die Zeit um 1200 datiert und ist damit das älteste weltliche Bauwerk Pommerns. Bis zum Tode Wartislaws III. 1264 residierten hier die Herzöge von Pommern-Demmin.
Die slawische Burganlage wurde 1164 nach dem Sieg Heinrichs des Löwen über Pommern und die Obodriten dem Erdboden gleichgemacht. Urkundlich wird sie 1170 als Feste Demmin (castrum Dimin) erwähnt. Kaiser Friedrich I. Barbarossa berichtete darin über die wieder aufgebaute Burg und bezeichnete sie als ausgezeichnete und berühmte Feste. 1177 wurde sie nach einer Belagerung durch Heinrich den Löwen endgültig vernichtet. 1211 entstand durch die Dänen der Wehrturm. 1236 erfolgte der Ausbau zur herzoglichen Burg, die 1620 unter anderem aus mehreren Torhäusern, Marstall, Wohngebäude mit Tanzsaal und drei gewölbten Kellern, Brauhaus, Hofstall, Scheune, Kornhaus sowie Kraut-Garten bestand. Bis zum Tod Herzogs Wartislaw III. (1264) war die Burg bevorzugter herzoglicher Aufenthaltsort. Danach fiel sein Land an Barnim I., Herzog von Stettin, und Haus Demmin wurde als Herzogsresidenz aufgegeben, bestand jedoch als ansehnlicher Adelssitz bis 1648. Im Spätmittelalter wurde zur Peene hin der Bereich für einen – heute noch als Ruine erkennbaren – Wehrturm mit dem sogenannten Festen Haus durch einen tiefen Graben von der Hauptburg abgetrennt.
In der Hauptlandesteilung des Herzogtums Pommern von 1295 kam Haus Demmin zu Pommern-Stettin, die Stadt Demmin aber zu Pommern-Wolgast. Haus Demmin war bis zum Ende des 15. Jahrhunderts Mittelpunkt einer herzoglichen Vogtei und diente den Vögten als Sitz. Es war zugleich eine wichtige Zollstelle am Zusammenfluss von Peene und Tollense kurz vor der Landesgrenze zu Mecklenburg.
Der herzogliche Rat Peter Podewils erhielt Haus Demmin von Herzog Bogislaw X. zunächst als Pfand, 1512 dann als Lehngut. Im Dreißigjährigen Krieg wurde die Burg durch schwedische und kaiserliche Truppen umkämpft, bis sie 1631 mit Ausnahme des Turmes niederbrannte. Dieser wurde 1648 durch den später berühmt gewordenen schwedischen Festungsbaumeister Erik Dahlberg – damals noch Erik Jönson – gesprengt. Auf Befehl des schwedischen Stadtkommandanten von Demmin, Oberst von Mardefelt, wurden dann die restlichen Festungswerke geschleift und die Häuser abgebrochen. Bis auf den kläglichen Stumpf des Wehrturms und die Ruine des Schlosses aus dem zweiten Viertel des 19. Jahrhunderts sind heute keine aufgehenden Gebäudeteile mehr vorhanden.
Die Podewils hatten bereits zuvor ihren Wohnsitz im benachbarten Sanzkow genommen. Später kehrte ein Zweig der Familie wieder in das angrenzende Dorf Vorwerk zurück. Das Gelände des Burgwalls blieb bis zur Mitte des 19. Jahrhunderts unbewohnt.
Eine Aufmauerung der Burgruine zum Schutz der kulturhistorisch wertvollen mittelalterlichen Bausubstanz vor dem weiteren Verfall wurde im Sommer 2008 im Auftrag der Stadt Demmin durchgeführt. Aus denkmalpflegerischer Sicht wird das Ergebnis dieser Notmaßnahme stark kritisiert. Schon in den vergangenen Jahrhunderten wurde immer wieder der Versuch unternommen, die Ruine dauerhaft zu sichern, so dass viele der heute sichtbaren Mauerabschnitte nicht zur Originalsubstanz gehören.
Bei der Freilegung der oberen Fundamentbereiche zeigte sich, dass der nördliche und der südliche Teil der Westfassade in den unteren vier aufgedeckten Ziegellagen konvex geschwungen waren. An der Nordseite beginnt der Schwung bereits an der Nordecke, die Mauer schwingt leicht zurück und dann wieder kräftiger vor, um dann – im Bereich vor einer Nische – im neu freigelegten Areal spitz zu enden. Der südliche Teil ist länger und daher schwächer geschwungen. Die Südwestecke ist wohl vollständig erneuert, denn hier tauchen die auskragenden Steine der Schwingung erst nach acht in gerader Linie gemauerten, also später ersetzten Steinen auf. Die höheren Ziegellagen ignorieren die konkave Form und ziehen gerade von Ecke zu Ecke. Sie gehören also zu einer jüngeren Bauphase. An der Nord- und Ostfassade ist ein gleichartiger Befund anzutreffen. Die Feldsteinfundamente und teilweise auch die darüber aufgemauerten Ziegel bilden dort eine doppelte konvexe Form, die sich östlich von der Mitte in einem spitz auslaufenden Abschluss treffen. Wie an der Westseite gehören diese Mauerreste zu einer spätmittelalterlichen Bauphase, die vor dem Bau der neuzeitlichen Befestigung größtenteils abgetragen wurde.
Die Südfassade ist hingegen durch spätere Umbauten so stark verändert, dass sich hier keine konkaven Mauerzüge finden lassen. Es ist jedoch anzunehmen, dass auch hier die gleichen Mauerformen bestanden haben. Der heute vorhandene, runde Innenraum entstand erst später. Er dürfte sich ursprünglich in seiner Gestaltung an den äußeren Wandverläufen des Turms orientiert haben. Die Rekonstruktion des Turms ergibt einen achteckigen, sternförmig erscheinenden Grundriss. Achteckige Gebäude tauchen in der Burgenarchitektur immer wieder auf, prominentestes Beispiel hierfür ist Castel del Monte, eine sizilianische Burg Friedrichs II. mit angesetzten Rundtürmen. Hier fehlt jedoch die gekrümmte Mauerschale, die Haus Demmin auszeichnet. Der ungewöhnliche Grundriss des ältesten gemauerten Teils der Anlage verdeutlicht, welche große Bedeutung die spätmittelalterliche bis neuzeitliche Burganlage Haus Demmin bis zu ihrem Niedergang nach dem Dreißigjährigen Krieg für die Entwicklung der Hansestadt Demmin und ihrer Umgebung hatte.

## Herrenhaus
1840 ließ die Familie von Podewils ein Herrenhaus im spätklassizistischen Stil errichten, das französischen Barockschlössern nachempfunden war. 1881 ging es in den Besitz der Familie von Rohr über, bis diese 1945 enteignet wurden. Erworben wurde es jener Zeit durch Hans von Rohr-Hohenwulsch-Hausdemmin (1845–1909), Major a. D. Bekanntester Gutseigentümer wurde der Politiker der (DNVP) Hansjoachim von Rohr (1888–1971). Haus Demmin ist sein Geburtsort. Er war der letzte Besitzer der Begüterungen von Haus Demmin, Vorwerk und Lindenfelde. Im Jahre 1939, bei der Erhebung der letzten Ausgabe eines Güteradressbuches für Pommern umfasste sein Besitz genau 1.265 ha Land, davon 251 ha Wald. Seine Frau Sigrid von Borcke (1910–1991) besaß mit Krienke auf der Insel Usedom ebenfalls ein Gut. Einer seiner Nachfahren, in Demmin aufgewachsen, ist der spätere Diplomat Hans-Alard von Rohr (1933–2016). 
In der Zeit von 1948 bis 1986 diente die Anlage als Internat und Schule.
1991 wurde das Haus der Familie von Rohr rückübertragen. 1998 brannte das Gebäude bis auf die Außenmauern nieder. Die Löscharbeiten wurden durch starken Frost behindert. Nach dem Neubau der Brücke über die Tollense und der Sicherung der Ruine ging das Grundstück wieder in den Besitz der Hansestadt Demmin. 2006 wurde in Form einer Diplomarbeit ein Nutzungskonzept als Verwaltungssitz für einen geplanten Stiftungsnationalpark Peenetal vorgestellt. Das Haus Demmin wurde durch die Wirtschaftsfördergesellschaft des Landes Mecklenburg-Vorpommern („Invest in MV“) auf der Immobilienmesse Expo Real 2016 zum Verkauf angeboten. Strenge Auflagen machen den Verkauf jedoch schwierig. Bis zu 100 000 Euro will die Landesregierung 2020 in eine Machbarkeitsstudie zur Wiederbelebung des ruinösen Herrenhauses und des Areals stecken. Das Ziel ist ein Konzept mit einer nachhaltigen Nutzung.
Das Herrenhaus war ein Putzbau von dreieinhalb Geschossen mit zwei zweigeschossigen Seitenflügeln. Die Wände sind durch Putznutung geziert. Über den erhaltenen Fensteröffnungen der Obergeschosse befinden sich gerade bzw. flachbogige Verdachungen. Die Dächer waren durch Attiken verdeckt. Ein Altan auf hohen Pfeilern vor dem dritten Obergeschoss ist in Resten erhalten. In einem Zimmer befanden sich bemalte Bildtapeten, auf denen das Podewilssche Schloss Crangen und das neue Herrenhaus abgebildet waren.

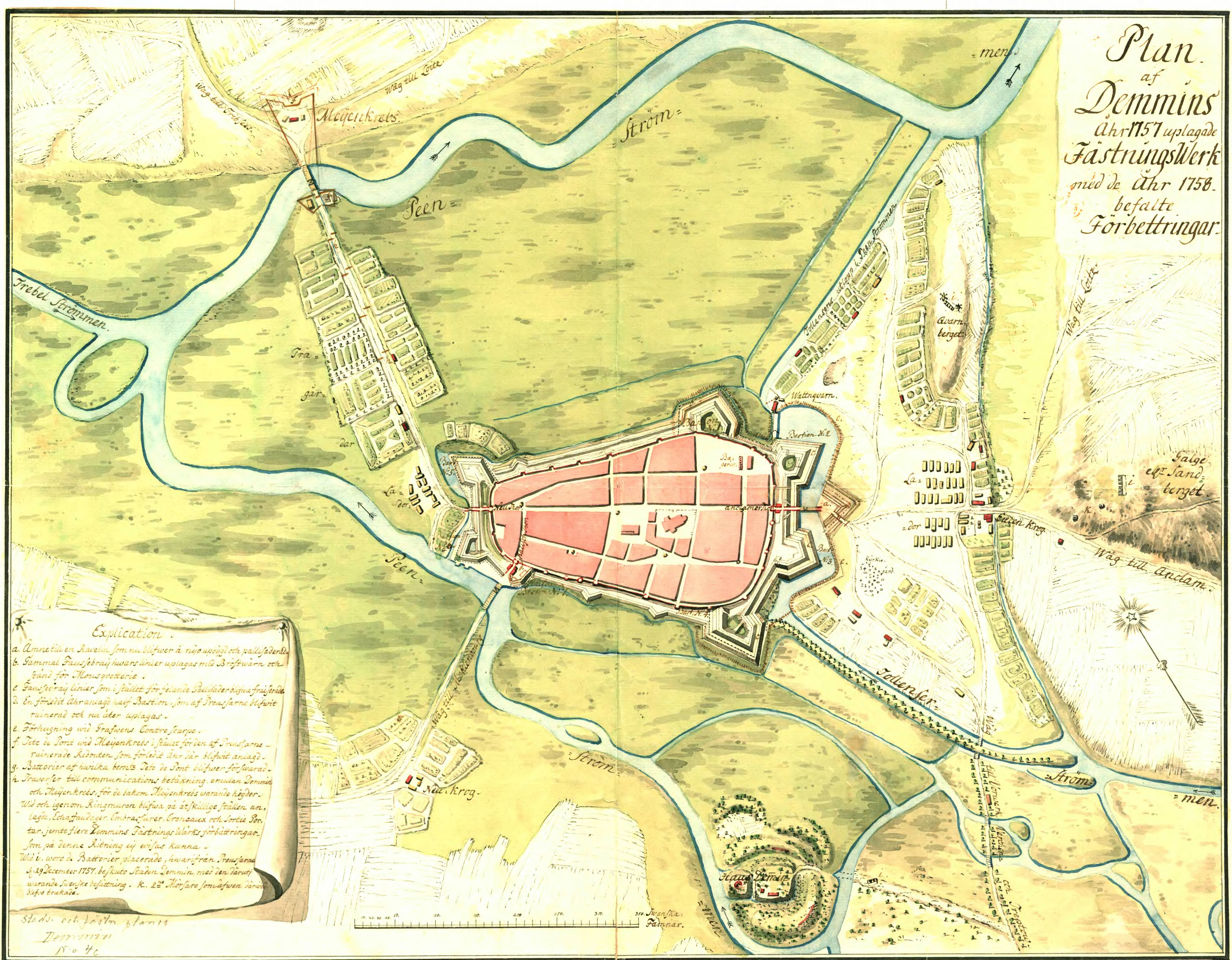
Haus Demmin (am unteren Bildrand) auf einer Karte Demmins von 1758
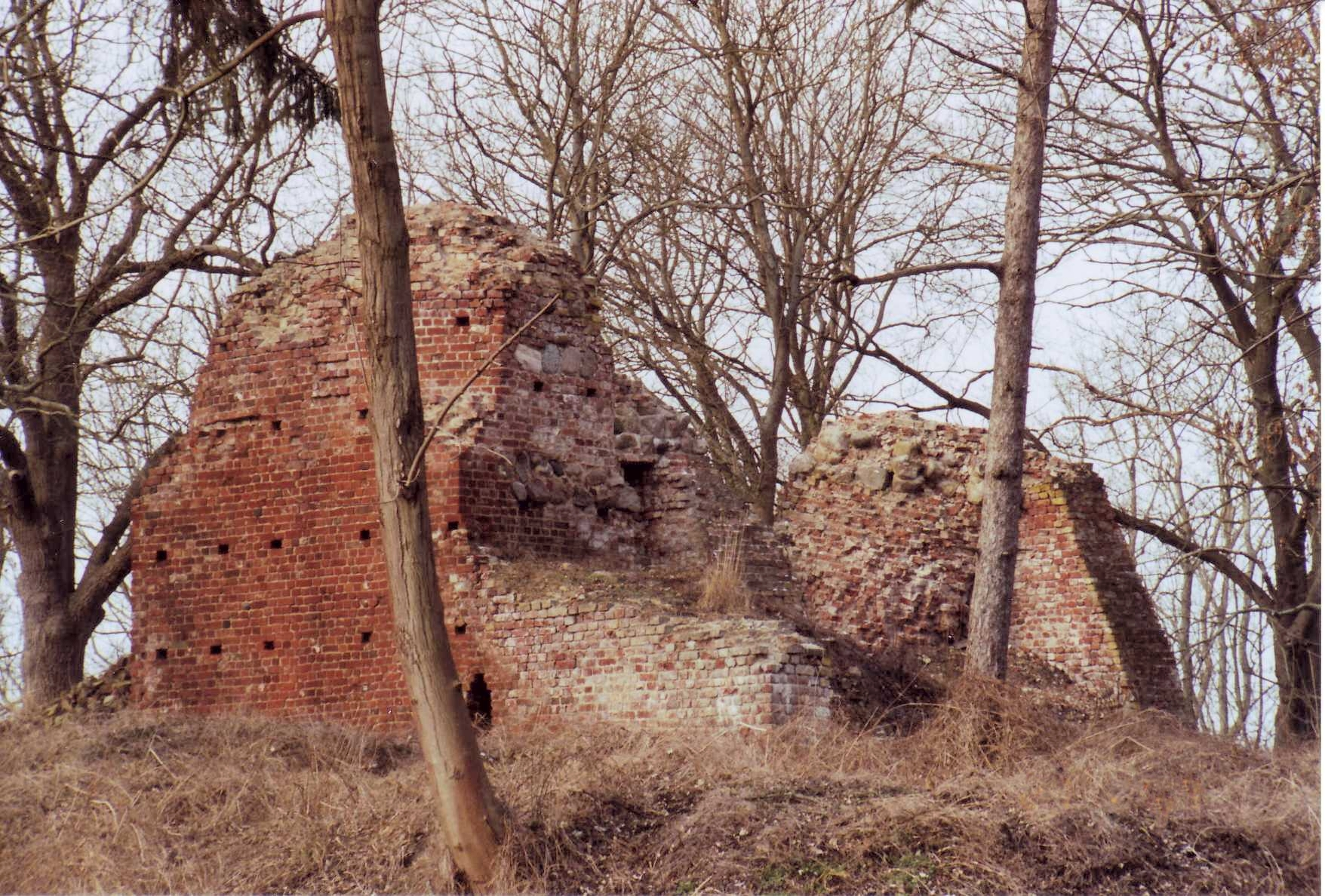
Ruine des Burgturmes vor der Sanierung
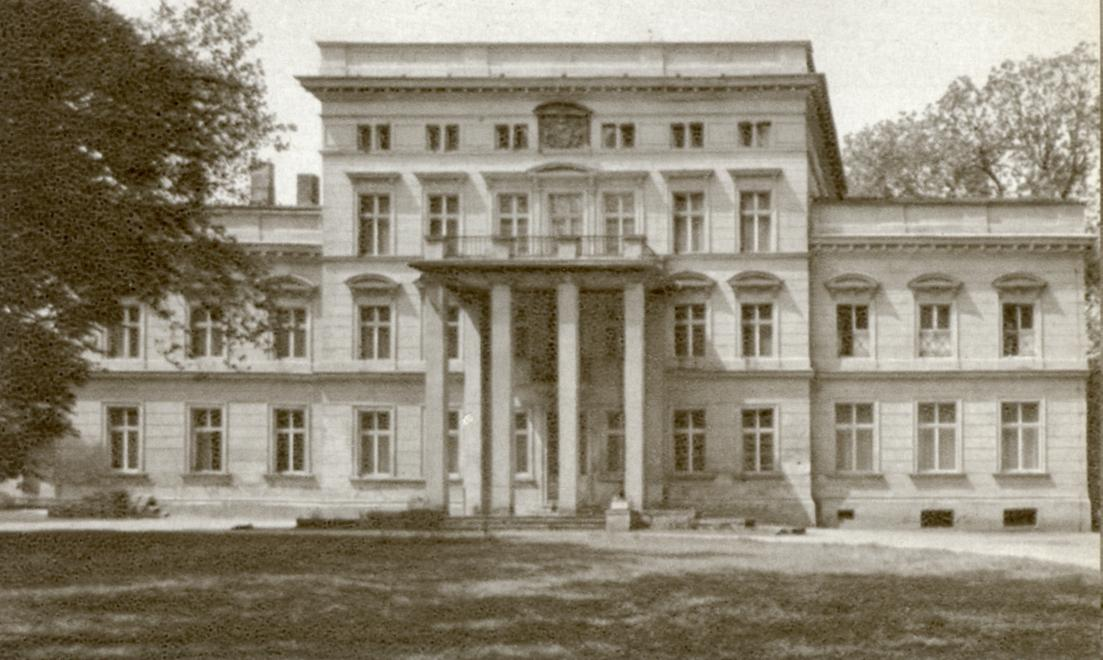
Herrenhaus „Haus Demmin“ 1970
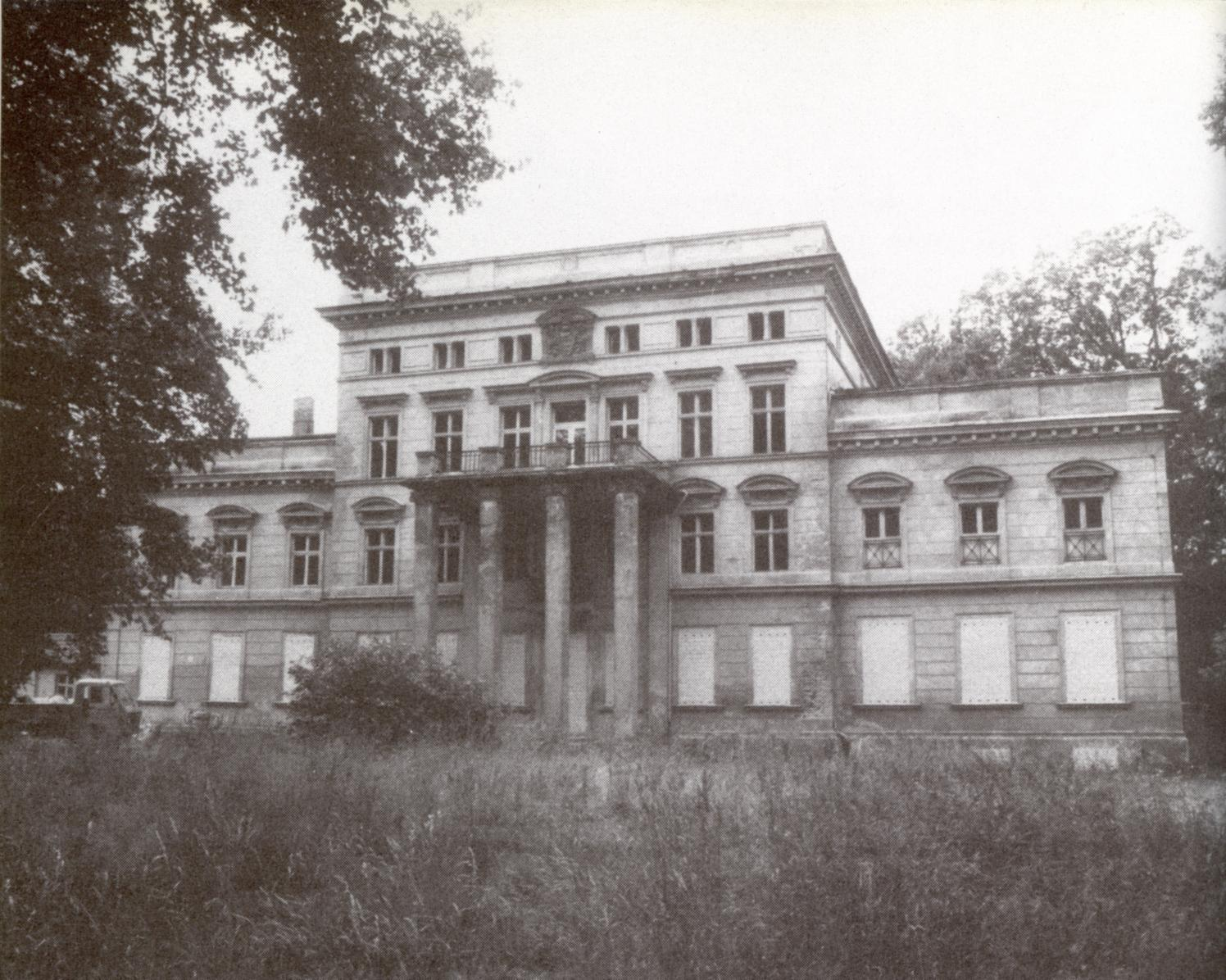
Herrenhaus „Haus Demmin“ 1985 (vermauert)
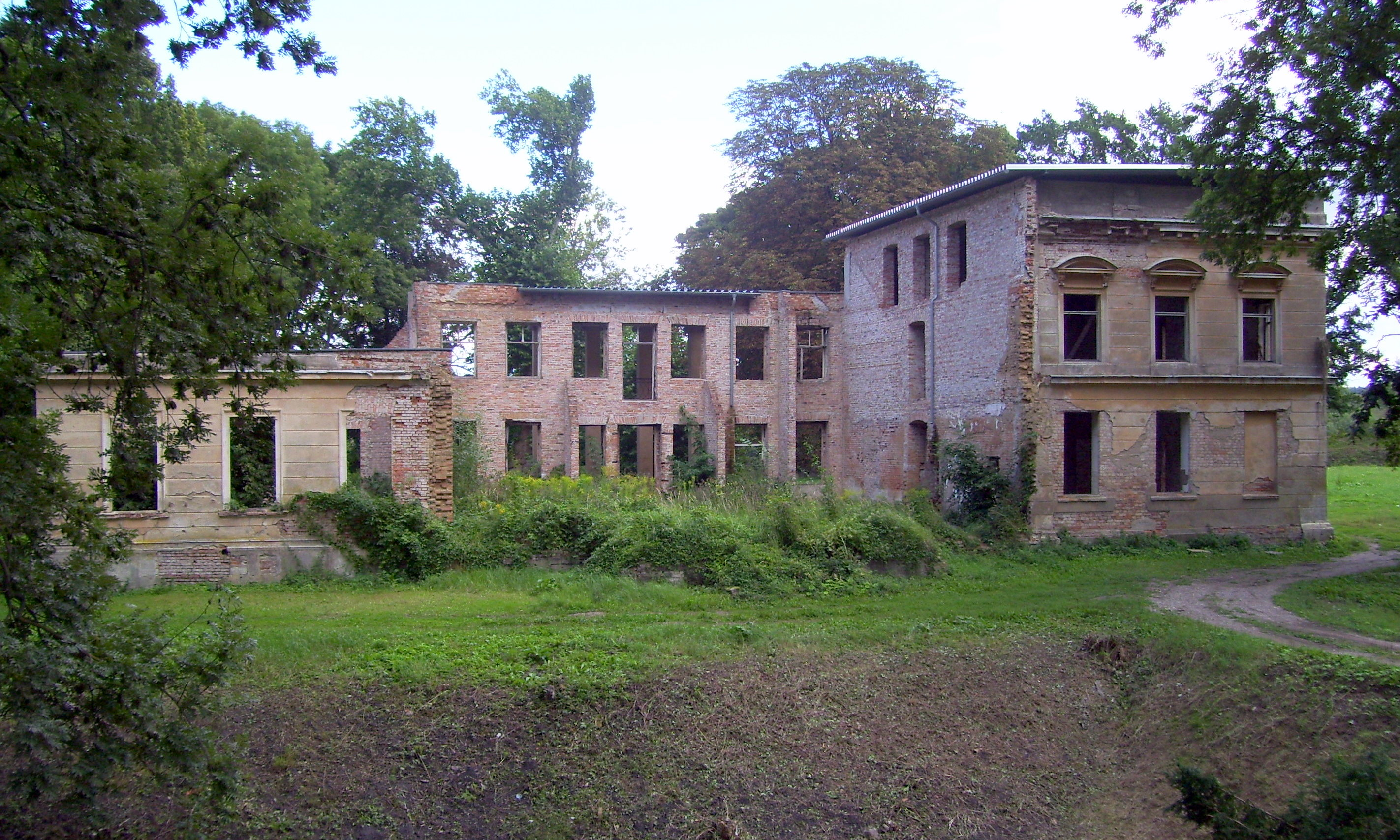
Haus Demmin, Rückseite (2010)
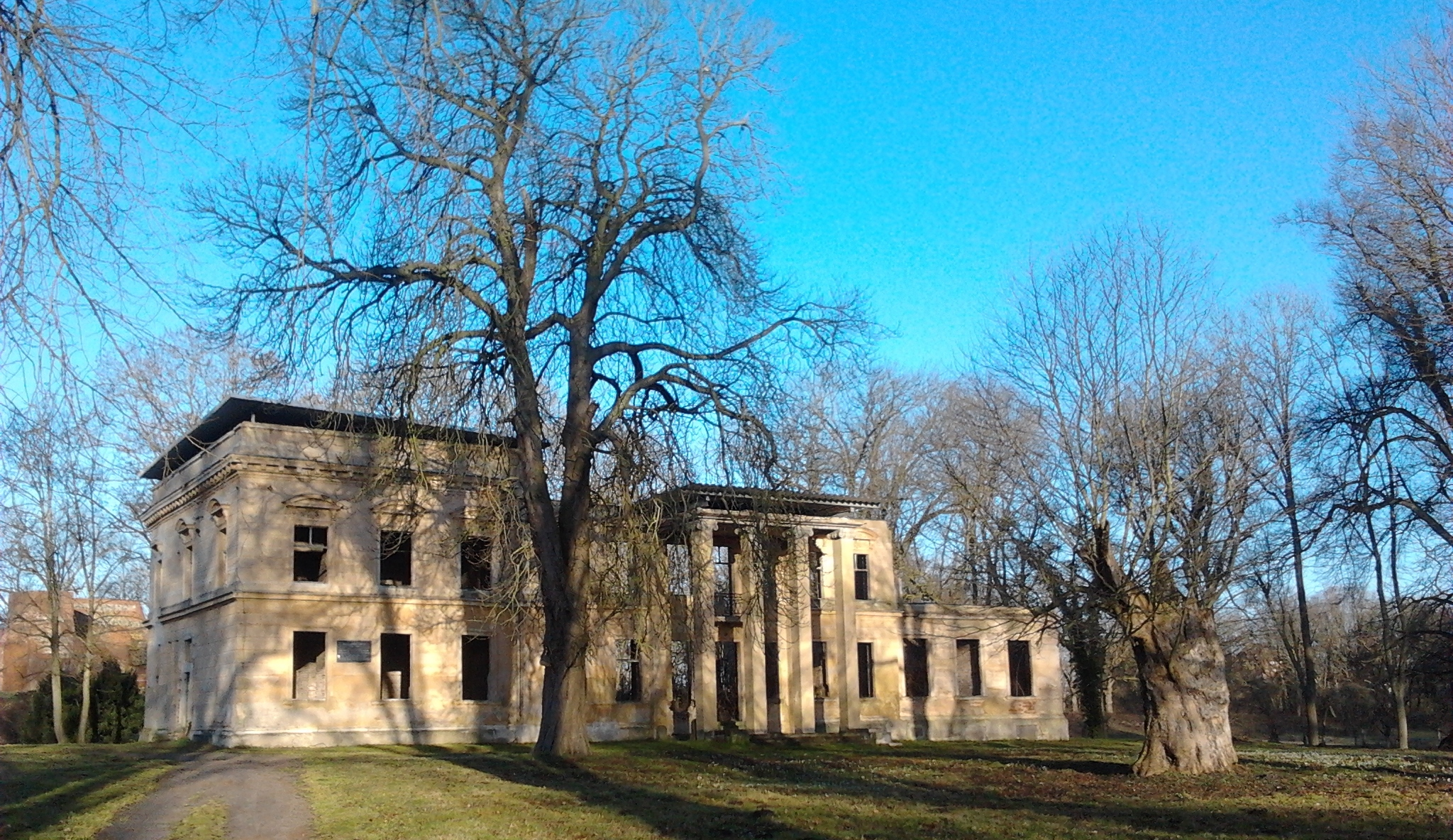
Ruine des Herrenhauses „Haus Demmin“ 2014
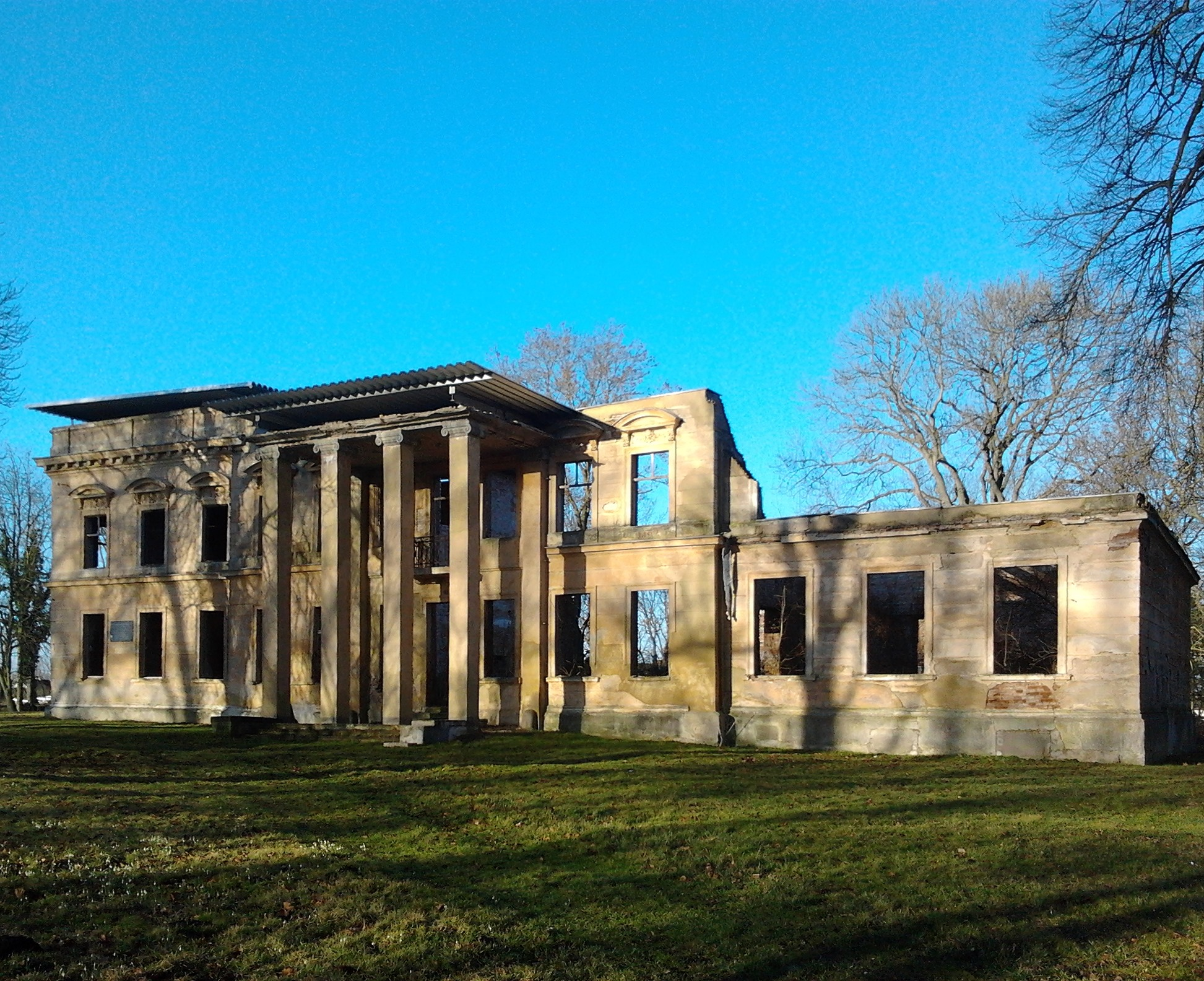
Haus Demmin, Parkseite (2014)